# Abiko
Abiko (japonsky: 我孫子市, Abikoši) je japonské město ležící na severu prefektury Čiba. Má zhruba 130 tisíc obyvatel a spadá do metropolitní oblasti Tokia.
Oblast byla osídlena již v paleolitu, archeologické nálezy se datují již z doby před 30 tisíci lety. V období Edo šlo o přístav na řece Tone a poštovní stanici. Za reforem Meidži bylo Abiko už městečkem. V roce 1954 k němu byla připojena vesnice Tomise (富勢村), o rok později i městečko Fusa (布佐町) a vesnice Kohoku (湖北村), ale status města získalo až v roce 1970. Další snahy o připojení jiných měst už neprošly přes referendum.
V roce 2011 byly části města poškozeny v důsledku zemětřesení a cunami.